# Just As I Am
Just As I Am is de veertiende aflevering van het elfde seizoen van de televisieserie ER, die voor het eerst werd uitgezonden op 10 februari 2005.

## Verhaal
Dr. Weaver draait een dienst mee op de SEH als zij bij een patiënte geroepen wordt. De patiënte verklaart dan ineens dat zij haar biologische moeder is, dit tot grote verrassing van dr. Weaver. Zij brengen samen de dag door en dan hoort dr. Weaver dat zij haar op vijftienjarige leeftijd afstond voor adoptie en dat zij niet op de hoogte was van haar beperking. De moeder blijkt een gelovige christen te zijn, en als zij hoort dat haar dochter lesbisch is wordt hun band ineens een stuk stroever. Dr. Weaver vertelt haar dat als zij dit niet kan accepteren hun contact nu meteen stopt.
Dr. Lockhart en Scanlon hebben grote moeite om hun relatie geheim te houden.
Dr. Pratt is onder de indruk van Figler als zij een opgewonden patiënt onder bedwang kan houden.
Dr. Carter raakt in een conflict met twee patiënten die verslaafd zijn aan pethidine.

## Rolverdeling

### Hoofdrollen
- Noah Wyle - Dr. John Carter
- Maura Tierney - Dr. Abby Lockhart
- Goran Višnjić - Dr. Luka Kovac
- Mekhi Phifer - Dr. Gregory Pratt
- Sherry Stringfield - Dr. Susan Lewis
- Parminder Nagra - Dr. Neela Rasgrota
- Shane West - Dr. Ray Barnett
- Laura Innes - Dr. Kerry Weaver
- Leland Orser - Dr. Lucien Dubenko
- Scott Grimes - Dr. Archie Morris
- Linda Cardellini - verpleegster Samantha 'Sam' Taggart
- Laura Cerón - verpleegster Chuny Marquez
- Yvette Freeman - verpleegster Haleh Adams
- Emily Wagner - ambulancemedewerker Doris Pickman
- Eion Bailey - Jake Scanlon
- Abraham Benrubi - Jerry Markovic
- Troy Evans - Frank Martin
- Sara Gilbert - Jane Figler

### Gastrollen (selectie)
- Frances Fisher - Helen Kingsley
- Yvonne Arias - ijsschaatsster
- Hildy Brooks - Mrs. Devon
- Michael P. Byrne - Mr. Bulowski
- Valorie Hubbard - Mrs. Bulowski
- Stephanie Courtney - Charlotte